# أحمد رواجعية
أحمد رواجعية من مواليد 2 أبريل 1947، بأولاد جلال، ولاية بسكرة، الجنوب الشرقي للجزائر، مؤرخ جزائري وكاتب صحفي وعالم إجتماع سياسي ومختص في سوسيولوجيا الظاهرة الدينية وانثربولوجيا الحركات الدينية، أستاذ التعليم العالي، جامعة محمد بوضياف بالمسيلة، ومدير مخبر الدراسات التاريخية والاجتماعية والتغيرات السوسيواقتصادية بذات الجامعة.

## المسار الدراسي والعلمي
تَحصل البروفيسور أحمد رواجعية على شهادة الدكتوراة من جامعة باريس السابعة  وشَغَل منصب أستاذ مساعد  في حقل الدراسات التاريخية، جامعة قسنطينة بالجزائر في الفترة من 1983 إلى 1987، لينتقل بعدها إلى فرنسا أين شغل منصب أستاذ محاضر في حقل العلوم السياسية بجامعة فرساي (Université de Versailles)، وبالتوازي مع مهامه التدريسية، شَغل العديد من الوظائف البحثية، حيث عمل كباجث بمركز تاريخ أبحاث القانون والبحوث في المعلومات (Centre d’Histoire du Droit et de Recherches informatives) التابع لجامعة بيكاردي جول فيرنس (l’Université de Picardie Jules Vernes)، في الفترة مابين 1991 و1999، كما شَغل منصب باحث بالمعهد الوطني الفرنسي للدراسات الديموغرافية (Institut national d'études démographiques) في الفترة الممتدة من عام 1997 إلى 2000، ويُدَرس حاليا التاريخ وعلم الاجتماع السياسي بجامعة محمد بوضياف بالجزائر منذ 2006، كما يَترأس مخبر الدراسات التاريخية والاجتماعية والتغيرات السوسيو-اقتصادية بنفس المؤسسة العلمية.

## المسار البحثي والاكاديمي
من خلال تَتبع المسار البحثي للبروفيسور رواجعية يتضح لنا أنه مسار بالغ الثراء والتنوع، يَستبطن التناهج (multidisciplinarité) والمقاربات المتعددة التخصصات  ويَستَحضر الأدوات والتقنيات المنهجية الأكثر تَخصيبا في دراساته لمختلف الرهانات السوسيولوجية والتحولات الاجتماعية والأنظمة الرمزية والطقوس الانثروبولوجية والمخيالات السردية التي تُشكل الذات الاجتماعية الجزائرية (l'être social Algérien)، فكانت إنتاجاته المعرفية والميدانية مؤهلة لتحليل وتفسير مختلف الظواهر التي تم مقاربتها. وساهمت إنتاجاته  في الإمساك بوتائر التحول الاجتماعي التي عرفها المجتمع الجزائري في أزمنته الحديثة والغابرة وملاحقة آليات تشكلها وانبنائها، ووفرت لنا مختلف دراساته ومقالاته العلمية  أُطرا نظرية ومفاهيمية متعددة التخصصات لفهم الكثير من الظواهر السوسيولوجية والثقافية كالنسق الحضري وسوسيولوجيا العمران وانثروبولوجيا الظاهرة الدينية وأنماط التدين وتجلياته والخطاب النسائي الجزائري والنسق السياسي والأشكال الجديدة للجريمة والعنف في المعيش اليومي الجزائري والهجرة السرية ومجالات التعليم والتكوين والتشغيل. وتلبية لطلب الوزير الأول سيد أحمد غزالي فقد شغل المفكر أحمد رواجعية منصب مستشار خاص له في الفترة مابين جوان 1991و جويلية 1992، لكنه ترك منصبه بعد اغتيال الرئيس محمد بوضياف وغادر البلاد بعدها مباشرة، ولم يرجع إلى بلده الأم إلا في عام 2005.

## المسلك الصحفي
يُعد الأستاذ رواجعية صاحب تجربة متميزة وثرية في المجال الصحفي، حيث يعرف بمقارباته الصحفية التي تتحلى بالتدقيق والتوسع في الطرح والتحليل والعمق النقدي والأسلوب الجمالي في التصوير اللغوي، وقد بدأ الكتابة الصحفية في ثمانينات القرن الماضي في الجريدة الفرنسية  "Libération "، أين كاين ينشر إسهاماته بشكل منتظم في صفحاتها، وقد تركز اهتمامه آنذاك حول المسائل المرتبطة بالهجرة والمهاجرين من شمال افريقيا وواقعهم المأزوم ومسالك اندماجهم ضمن المجتمع الفرنسي المستضيف وانثربولوجيا معيشهم اليومي، وتواصلت التجربة الصحفية للمفكر الجزائري رواجعية بعد عودته لبلده الأم، واستمرت إلى يومنا هذا، حيث لا يزال يزوال نشاطه الصحفي وينشر إسهاماته بشكل دوري في الصحف الجزائرية الناطقة باللغة الفرنسية خصوصا مثل جريدة ''Quotidien d'Oran '' وجريدة '' El-Watan '' وجريدة '' Liberté'' وجريدة '' L'Expression''، وقد توزعت طيبولوجيا المواضيع التي تناولها المفكر الجزائري في مقالاته الصحفية حول تشريح المشهد السياسي الجزائري وسوسيولوجيا النخبة والتحولات الاجتماعية ومسائل الهوية والحداثة ورهانات المنظومة الرمزية الجزائرية وعقبات التحول الديمقراطي وتاريخ الحركة الوطنية. ونظرا لخبرته الطويلة في المجال الصحفي، تم استدعائه من قبل شبكة البي بي سي (BBC) البريطانية في سنوات التسعينات كعضو لجنة تحكيم في مسابقات قبول الصحفيين الجدد.

## المؤلفات العلمية
أولا- الكتب
من بين المؤلفات الرئيسية للبروفيسور أحمد رواجعية نذكر ما يلي:
- الإخوان والجامع، تحقيق حول الحركة الإسلامية في الجزائر، باريس، دار كارتالا، 1990. ترجمه من الفرنسية إلى العربية الدكتور خليل أحمد خليل، دار المنتخب العربي، لبنان 1993.

(العنوان الاصلي: Les Frères et la mosquée. Une enquête sur le mouvement islamiste en Algérie)
- عظمة وانحطاط الدولة الجزائرية، باريس، كارتالا، 1994.

(العنوان الاصلي: Grandeur et décadence de l’Etat algérien)
- الأطفال غير الشرعيين للجمهورية، باريس، ميزونوف ولاروز، 2004.

(العنوان الاصلي: Les enfants illégitimes de la République)
- المانجمنت، دراسة دراسة لاستخدام الشركة، الجزائر، دار الشهاب، 2010.

(العنوان الاصلي: Le management. Etude à l’usage de l’entreprise)

### ثانيا-المساهمات في كتب جماعية
- إعادة النظر في الجامعة، مساهمة بعنوان: «أزمة العلوم الاجتماعية في الجزائر»، من تقديم وتنسيق جمال قريد، الجزائر، منشورات آراك، نوفمبر 2014

(العنوان الأصلي: Repenser l’université, Contribution : « La crise des sciences sociales en Algérie », ouvrage présenté et coordonné par Djamel GUERID, Alger, éditions Arak, novembre 2014)
- أي انتقال ديمقراطي للجزائر؟ مساهمة بعنوان " غموض فكرة الانتقال الديمقراطي، حالة الجزائر نموذجا،  منشورات فرانس فانون، تيزي وزو الجزائر 2016.

(العنوان الاصلي: Quelle transition démocratique pour l’Algérie ? Contribution :« Les ambigüités de la notion de transition démocratique. Le cas de l’Algérie.» Edition Frantz Fanon, Tizi Ouzou, 2016)
- سير وتارخ النزوحات القصرية. الإرث والتراث (القرن 19 و20)، تحت إشراف مليكة ونوغي،  مساهمة بعنوان: ذكريات الثورة وسيرة الهجرة الجزائرية، الصفحات من 83 إلى 110.

(العنوان الاصلي: Mémoires, Histoire des déplacements forcés. Héritage et legs (XIXe-XXIe siècles), textes réunis par Mélica Ouennoughhi. Contribution : « Souvenirs de la Révolution et mémoire de l’émigration algérienne » p. 83-110)
- المعضلة الإسلامية: الدور السياسي للحركات الإسلامية في العالم العربي المعاصر.  تحت إشراف كل لورا جاززون، منشورات إيثاكا برس، لندن 1995، مساهمة  بالفصل الثالث من الكتاب بعنوان «خطاب واستراتيجية الحركة الإسلامية في الجزائر (1986-1992)».

(العنوان الاصلي: The Islamist Dilemma: the Political Role of islamist Mouvements in the Contemporary Arab World (Dir. Laura GUAZZONE), Londres, Ithaca press, 1995, Contribution, chap. 3. « Discours et  stratégie du mouvement islamiste en Algérie (1986-1992) », 30p)
- غدا الجزائر. تحت إشراف ايقناس ووالون، منشورات سيروس، باريس 1995.

(العنوان الاصلي: Demain l’Algérie (sous la dir. de G. IGNASSE et d’E. WALLON), Paris, Syros, 1995)
- القانون بين العلمنة و النيو-تقديسية. تحت إشراف جان لويس ثيريو، باريس، منشورات P.U.F، 1997. مساهمة بعنوان: «تقديس الفضاءات السياسية والقانون في المغرب الكبير. متبوعة بتحليل مقارن مع أوروبا وإسرائيل».

(العنوان الاصلي: Le droit entre laïcisation et néo-sacralisation. (sous la dir. de Jean Louis THIREAU), Paris, P.U.F., 1997. Contribution : « La sacralisation des espaces politiques et du droit au Maghreb. Suivie d’une analyse comparative avec l’Europe et Israèl)

### ثالثا-المقالات العلمية
- المعضلة الدينية للصراع الإسرائيلي-الفلسطيني، مجلة بانوراميات، العدد 59، جوان 2002.

(العنوان الاصلي: « L’aporie religieuse du conflit israélo-palestinien » in Panoramiques N°59, juin 2002)
- كريهة ومحبوبة، فرنسا.... مجلة بانوراميات، العدد 62، 2003.

(العنوان الاصلي: « Hideuse et bien-aimée, La France… »in Panoramiques, premier trimestre-2003 N°62, Paris, p.204-214)
- منسيو اتفاقيات ايفيان، مجلة بانوراميات، العدد 62، 2003.

(العنوان الاصلي: « Les Oubliés des accords d’Evian » in Panoramiques, premier trimestre-2003 N°62, Paris, pp.260-271)
- الناجون، مجلة بانوراميات، العدد 62، 2003.

(العنوان الاصلي: « Les rescapés de Dreux » in Panoramiques, premier trimestre-2003 N°62, Paris,271-283)
- انحرافات الإسلام أو انحراف الفكر؟ تحقيق حول الإسلام في دروDreux (فرنسا)، حوليات قسنطينة، المجلد الرابع2001.

(العنوان الاصلي: « Dérives de l’islam ou dérives de la pensée ? » (enquête sur l’islam à Dreux, en France) in Annales, volume IV, Constantine, Année 2001, p.27-62)
- عندما تغير العنصرية معسكرها، تحقيق حول الشباب المنحدرين من الأصول المهاجرة في دروDreux(فرنسا)، مجلة نمو، العدد 442، نوفمبر 2000.

(العنوان الاصلي: « Quand le racisme change de camp » (enquête sur les jeunes issus de l’immigration à Dreux) in Croissance N°442, Novembre 2000)
- كفاح النساء العلمانيات في الجزائر، ملتقيات متوسطية، العدد 27، خريف 1998.

(العنوان الاصلي: « La lutte des femmes laïques en Algérie » In Confluences Méditerranée N°27, Automne 1998 )
- وضعية النساء في الجزائر، مجلة كراسات عقلانية، العدد 526، جوان 1998.

(العنوان الأصلي: La condition des femmes en Algérie » In Les Cahiers Rationalistes N°526, juin 1998)
- منطق العنف السياسي، مجلة ملتقيات متوسطية، العدد 25، ربيع 1998.

(العنوان الأصلي: La logique de la violence politique », in Confluences Méditerranée N°25 Printemps 1998)
- الأزمة الراهنة، الأيدلوجية الديمقراطية والدولة السلطوية، أي مجتمع مدني؟ مجلة أرشيف آكيتان للبحث الاجتماعي، جامعة بوردو الثانية (فرنسا)، عدد خاص،1996.

(العنوان الأصلي: La crise actuelle. Idéologie démocratique et État autoritaire. Quelle société civile ? » in Archives Aquitaines de recherche sociale, Université de Bordeaux II, N° Spécial 1996)
رابعا-المجلات التي تعاون معها الباحث
- كراسات CERSES (عنوان المجلة الاصلي:Les Cahiers du CERSES) الصادرة عن المركز الفرنسي لبحوث المعنى، الأخلاقيات والمجتمع.
- مجلة مارس (عنوان المجلة الاصلي:MARS) الصادرة عن معهد العالم العربي بفرنسا.
- ملتقيات متوسطية (عنوان المجلة الاصلي:Confluences Méditerranée)
- الروح (عنوان المجلة الاصلي:Esprit)
- الازمنة الحديثة (عنوان المجلة الاصلي:Les Temps Modernes)
- مجلة سوسيولوجيا آكيتاين (عنوان المجلة الاصلي:Revue de Sociologie d’Aquitaine)
- الشعوب المتوسطية (عنوان المجلة الاصلي:Peuples Méditerranéens)
- الكراسات العقلانية (عنوان المجلة الاصلي:Les Cahiers Rationalistes)
- كراسات الشرق (عنوان المجلة الاصلي:Les Cahiers d’Orient)
- مجلة بانوراميات (عنوان المجلة الاصلي:Revue Panoramiques)
- مجلة السياسة الخارجية (عنوان المجلة الاصلي:Politique Etrangère)
- مجلة رمسيس (عنوان المجلة الاصلي:Ramsès)
- مجلة بوجه آخر (عنوان المجلة الاصلي:Revue Autrement)
- مجلة النمو (عنوان المجلة الاصلي:Croissance)
- مجلة السوسيوغرافي (عنوان المجلة الاصلي:Le Sociographe)
- المجلة الجزائرية  للاداب (عنوان المجلة الاصلي:La Revue Algérienne des lettres)

## وصلات خارجية (حوارات تلفزيونية)
- حوار مع Algerie-Focus.[16]
- حوار ضمن فوروم مؤسسة الخبر وجريدة ماريان الفرنسية بمرسيليا.[17]
- حوار في برنامج كريتيكا، قناة الخبر الجزائرية.[18]
- حوار في برنامج ملف للنقاش: الانتخابات الرئاسية بالجزائر، قناة ميدي 1 المغربية[19]
- حوار في برنامج ضيف حميدة عياشي، الجزئين الأول والثاني، قناة الحياة الجزائرية[20]